# Данн, Клайв
Клайв Роберт Бенджамин Данн (англ. Clive Robert Benjamin Dunn; 9 января 1920 — 6 ноября 2012) — английский актёр, комедиант, артист и певец. Наиболее известен ролью отставного капрала Джонса в телесериале-ситкоме BBC «Папашина армия».

## Биография
Родился в Брикстоне, Лондон. Был сыном актёров, и двоюродным братом актрисы Гретхен Франклин. Учился в Севеноукс Скул.

## Фильмография

### Кино
| Год  |     | Русское название                     | Оригинальное название              | Роль                                           |
| ---- | --- | ------------------------------------ | ---------------------------------- | ---------------------------------------------- |
| 1935 | ф   | Мальчики будут мальчиками            | Boys Will Be Boys                  | Школьник, смотрящий регби (в титрах не указан) |
| 1937 | ф   | Доброе утро, мальчики                | Good Morning, Boys!                | Небольшая роль (в титрах не указан)            |
| 1938 | ф   | Янки в Оксфорде                      | A Yank at Oxford                   | Небольшая роль (в титрах не указан)            |
| 1939 | ф   | До свидания, мистер Чипс             | Goodbye, Mr. Chips                 | Юноша (в титрах не указан)                     |
| 1949 | ф   | Поспешное сердце                     | The Hasty Heart                    | Макдугалл (в титрах не указан)                 |
| 1949 | ф   | Парни в тёмном                       | Boys in Brown                      | Грабитель (в титрах не указан)                 |
| 1957 | ф   | Остров Сокровищ                      | Treasure Island                    | Бен Ганн                                       |
| 1959 | ф   | Сокровища Сан-Терезы                 | The Treasure of San Teresa         | Смотритель кладбища                            |
| 1961 | ф   | Что за громадина                     | What a Whopper                     | Мистер Слейт                                   |
| 1962 | ф   | Ей придется уйти                     | She'll Have to Go                  | Химик                                          |
| 1962 | ф   | Быстрая леди                         | The Fast Lady                      | Старый джентльмен в горящем доме               |
| 1963 | ф   | Мышь на Луне                         | The Mouse on the Moon              | Дирижёр                                        |
| 1965 | ф   | Ты должно быть шутишь!               | You Must Be Joking!                | Швейцар                                        |
| 1967 | ф   | Совсем как женщина                   | Just like a Woman                  | Граф фон Фишер                                 |
| 1967 | ф   | Мини афера                           | The Mini-Affair                    | Тайсон                                         |
| 1968 | ф   | 30 – опасный возраст, Синтия         | 30 Is a Dangerous Age, Synthia     | Доктор                                         |
| 1968 | ф   | Блаженство миссис Блоссом            | The Bliss of Mrs. Blossom          | Доктор Циммерман                               |
| 1969 | ф   | Бандиты и короны                     | Crooks and Coronets                | Бэзил                                          |
| 1969 | ф   | Волшебный христианин                 | The Magic Christian                | Сомелье                                        |
| 1969 | кор | Гробовщики                           | The Undertakers                    | Почтальон                                      |
| 1971 | ф   | Папочкина армия                      | Dad's Army                         | Младший капрал Джек Джонс                      |
| 1971 | ф   | Дьявольский заговор доктора Фу Манчу | The Fiendish Plot of Dr. Fu Manchu | Хранитель ключей Лондонского Тауэра            |

### ТВ
| Год       |    | Русское название            | Оригинальное название         | Роль                      |
| --------- | -- | --------------------------- | ----------------------------- | ------------------------- |
| 1960—1963 | с  | Бутси и Снадж               | Bootsie and Snudge            | Генри Джонсон             |
| 1963      | с  | Это квадратный мир          | It's a Square World           | Различные                 |
| 1967      | тф | Джентльмен Джим             | Gentleman Jim                 | Джим Булес                |
| 1967      | с  | Мстители                    | The Avengers                  | Мартин                    |
| 1968      | с  | Внутри Джорджа Уэбли        | Inside George Webley          | Контролёр билетов         |
| 1968—1969 | с  | Мир Бичкомбера              | The World of Beachcomber      | Мистер судья Колкморроу   |
| 1968—1977 | с  | Папашина армия              | Dad's Army                    | Младший капрал Джек Джонс |
| 1971      | с  | А вот и двойная палуба!     | Here Come the Double Deckers! | Хадж                      |
| 1974—1975 | с  | Мой старичок                | My Old Man                    | Сэм Коббетт               |
| 1979—1984 | с  | Дедушка                     | Grandad                       | Чарли Квик                |
| 1984      | тф | Много шума из ничего        | Much Ado About Nothing        | Верджес                   |
| 1984      | тф | Алладин и сорок разбойников | Alladin an the Forty Thieves  | Чемберлен                 |